# Kanton Saint-Michel-de-Maurienne
Kanton Saint-Michel-de-Maurienne is een voormalig kanton van het Franse departement Savoie in de toenmalige regio Rhône-Alpes. Het kanton maakte deel uit van het arrondissement Saint-Jean-de-Maurienne totdat het op 22 maart 2015 werd opgeheven en de gemeenten werden opgenomen in het aangrenzende kanton Modane.

## Gemeenten
Het kanton omvatte de volgende gemeenten:
- Orelle
- Saint-Martin-d'Arc
- Saint-Martin-de-la-Porte
- Saint-Michel-de-Maurienne (hoofdplaats)
- Valloire
- Valmeinier